# Pedri
Pedro González López (Tegueste, 25 de noviembre de 2002), más conocido como Pedri, es un futbolista español que juega de centrocampista y su equipo es el F. C. Barcelona de la Primera División de España. Es internacional con la selección de fútbol de España. Considerado uno de los mejores centrocampistas del mundo, es conocido por sus pases, visión de juego y retención del balón.

## Primeros años de vida
Nacido en Bajamar, Tenerife, Canarias, la familia de Pedri se mudó a Tegueste, un pueblo cercano, cuando él tenía 3 años.

## Trayectoria

### Inicios
Pedri comenzó en las categorías inferiores de la U. D. Tegueste, club de su localidad natal. En 2015, cuando jugaba en el segundo año de infantil, se incorporó a las filas del Juventud Laguna. En febrero de 2018 realizó una prueba con el Real Madrid, aunque su fichaje no llegó a concretarse. Tres meses después, en mayo de 2018, fue captado por la U. D. Las Palmas para incorporarlo a su equipo juvenil.

### U. D. Las Palmas
Tras un año en juveniles, en el verano de 2019, el club le hizo ficha profesional y lo incorporó a la pretemporada del primer equipo, siendo el más destacado de la misma, de manera que se integró en la plantilla definitivamente con el número 28. Así, en la primera jornada de liga, hizo su debut profesional el 18 de agosto de 2019 con solo 16 años, en una derrota 0-1 frente a la S. D. Huesca.
El 19 de septiembre se convirtió en el jugador más joven en marcar con la U. D. Las Palmas fue en el triunfo ante el Real Sporting de Gijón (1-0). El 20 de julio de 2020 anotaría en el triunfo ante el Extremadura, firmando su cuarto gol de la temporada, sumando además seis asistencias.

### F. C. Barcelona
El 2 de septiembre de 2019 el F. C. Barcelona llegó a un acuerdo con Las Palmas para su transferencia a partir del 1 de julio de 2020. Firmó por dos temporadas con el club catalán, que pagó 5 millones de euros por la operación. En agosto de 2020 fue citado para iniciar la pretemporada con el Barcelona, y el 12 de septiembre debutó en pretemporada en la victoria del Barcelona 3-1 sobre el Nàstic de Tarragona. Su debut oficial se produjo el 27 de septiembre, entrando en la segunda mitad en la victoria 4-0 ante el Villarreal de la tercera jornada del campeonato, aunque primer partido para el conjunto azulgrana. Logró su primera titularidad el 17 de octubre, en una derrota por 0-1 ante el Getafe.
El 20 de octubre anotó su primer gol ante el Ferencváros en su debut en la Liga de Campeones de la UEFA y se convirtió en el tercer jugador más joven en la historia del club en marcar en dicha competición. El 7 de noviembre anotó su primer gol en Liga en la victoria por 5-2 sobre el Real Betis Balompié en la 9.ª jornada. El 7 de enero de 2021 marcó su segundo gol en Liga y dio otra asistencia en la victoria del Barça 2-3 sobre el Athletic Club en San Mamés. El 17 de abril conquistó su primer título como azulgrana, el Barça derrotó por 0-4 al Athletic Club y se consagró campeón de la Copa del Rey 2020-21.
El 14 de octubre de 2021 renovó con el club catalán cuatro temporadas más, hasta la 2025-26, con una cláusula récord de 1000 millones de euros. El 22 de noviembre de ese año fue galardonado con el Golden Boy de 2021, premio al mejor futbolista europeo sub-21. Y una semana más tarde, el 29 de noviembre recibió en Mónaco el Trofeo Kopa 2021 de la revista deportiva francesa France Football al mejor futbolista menor de 21 años en el mundo.
El 13 de febrero de 2022 marcó ante el R. C. D. Espanyol a los 75 segundos de partido, siendo este el gol más rápido del derbi barcelonés en el siglo XXI.
El 28 de enero de 2023 disputó su encuentro número cien con el F. C. Barcelona y lo celebró anotando el único gol del triunfo contra el Girona F. C. Un par de semanas atrás también había visto puerta en la final de la Supercopa de España que ganaron al Real Madrid. En el mes de mayo consiguió su primer título de Liga.
El 30 de enero de 2025 amplió su contrato hasta junio de 2030. Esa temporada marcó el primer gol de la final de la Copa del Rey que ganaron tras derrotar en la prórroga al Real Madrid. Además, su rendimiento en abril le permitió ganar su primer premio de Jugador del Mes de La Liga, un reconocimiento a su influencia en el equipo y su actuación en la lucha por el título. Este lo lograron el día que alcanzó los doscientos encuentros como azulgrana.

## Selección nacional
El 15 de septiembre de 2019 debutó con la selección sub-17, marcando un gol que les dio la victoria ante Catar. En octubre fue convocado para el Mundial sub-17 de Brasil.
El 21 de agosto fue convocado por primera vez con la selección sub-21 para un partido ante Macedonia del Norte el 3 de septiembre de 2020, actuando desde el banquillo en un partido clasificatorio para el europeo de 2021.
El 15 de marzo de 2021 fue convocado por primera vez con la selección absoluta para disputar los partidos clasificatorios del Mundial de Catar de 2022. Debutó el día 25 en el encuentro ante Grecia al entrar durante la segunda mitad. El 24 de mayo de 2021 fue incluido en la lista de 24 convocados para la Eurocopa 2020. El 14 de junio jugó en el debut de España en la competición ante Suecia, convirtiéndose de este modo en el jugador español más joven en participar en una Eurocopa. Fue incluido en el Equipo del Torneo, así como Mejor jugador joven de la Eurocopa.
A finales de junio de 2021, mientras se encontraba disputando la Eurocopa, fue convocado para participar en los Juegos Olímpicos de Tokio 2020. En esta cita olímpica consiguió la medalla de plata.
El 10 de noviembre de 2022 fue incluido en la convocatoria para la Copa Mundial de Catar 2022. Una vez finalizó su participación en el torneo, y debido a varias lesiones, no volvió a jugar con la selección hasta junio de 2024. En el siguiente encuentro, el último antes de acudir a la Eurocopa, marcó sus dos primeros goles como internacional ante Irlanda del Norte.
Su participación en Alemania finalizó en los cuartos de final, frente a la anfitriona, tras sufrir una entrada realizada por Toni Kroos (este fue su último partido como profesional), seguido de un esguince en la rodilla que le hizo perderse el resto de una competición que España ganó tras derrotar a Inglaterra en la final.

### Participaciones en Copas del Mundo
| Mundial      | Sede  | Resultado        | Partidos | Goles |
| ------------ | ----- | ---------------- | -------- | ----- |
| Mundial 2022 | Catar | Octavos de final | 4        | 0     |

### Participaciones en Eurocopas
| Eurocopa      | Sede     | Resultado   | Partidos | Goles |
| ------------- | -------- | ----------- | -------- | ----- |
| Eurocopa 2020 | Europa   | Semifinales | 6        | 0     |
| Eurocopa 2024 | Alemania | Campeón     | 4        | 0     |

### Participación en los Juegos Olímpicos
| Juegos Olímpicos               | Sede  | Resultado        | Partidos | Goles |
| ------------------------------ | ----- | ---------------- | -------- | ----- |
| Juegos Olímpicos de Tokio 2020 | Tokio | Medalla de plata | 6        | 0     |

### Goles internacionales
| N.º | Fecha              | Estadio                                              | Rival             | Gol | Resultado | Competición                                          |
| --- | ------------------ | ---------------------------------------------------- | ----------------- | --- | --------- | ---------------------------------------------------- |
| 1   | 8 de junio de 2024 | Estadio Mallorca Son Moix, Palma de Mallorca, España | Irlanda del Norte | 1-1 | 5-1       | Amistoso                                             |
| 2   | 8 de junio de 2024 | Estadio Mallorca Son Moix, Palma de Mallorca, España | Irlanda del Norte | 3-1 | 5-1       | Amistoso                                             |
| 3   | 5 de junio de 2025 | MHPArena, Stuttgart, Alemania                        | Francia           | 4-0 | 5-4       | Fase final de la Liga de Naciones de la UEFA 2024-25 |

## Estadísticas

### Clubes
Actualizado al último partido disputado el 16 de agosto de 2025.
| Club                      | Div.          | Temporada     | Liga  | Liga  | Liga   | Copas nacionales | Copas nacionales | Copas nacionales | Torneos internacionales | Torneos internacionales | Torneos internacionales | Total | Total | Total  | Media goleadora |
| Club                      | Div.          | Temporada     | Part. | Goles | Asist. | Part.            | Goles            | Asist.           | Part.                   | Goles                   | Asist.                  | Part. | Goles | Asist. | Media goleadora |
| ------------------------- | ------------- | ------------- | ----- | ----- | ------ | ---------------- | ---------------- | ---------------- | ----------------------- | ----------------------- | ----------------------- | ----- | ----- | ------ | --------------- |
| U. D. Las Palmas · España | 2.ª           | 2019-20       | 36    | 4     | 7      | 1                | 0                | 0                | –                       | –                       | –                       | 37    | 4     | 7      | 0.11            |
| U. D. Las Palmas · España | Total club    | Total club    | 36    | 4     | 7      | 1                | 0                | 0                | 0                       | 0                       | 0                       | 37    | 4     | 7      | 0.11            |
| F. C. Barcelona · España  | 1.ª           | 2020-21       | 37    | 3     | 3      | 8                | 0                | 2                | 7                       | 1                       | 0                       | 52    | 4     | 5      | 0.08            |
| F. C. Barcelona · España  | 1.ª           | 2021-22       | 12    | 3     | 1      | 2                | 1                | 0                | 8                       | 1                       | 0                       | 22    | 5     | 1      | 0.23            |
| F. C. Barcelona · España  | 1.ª           | 2022-23       | 26    | 6     | 1      | 3                | 1                | 0                | 6                       | 0                       | 0                       | 35    | 7     | 1      | 0.2             |
| F. C. Barcelona · España  | 1.ª           | 2023-24       | 24    | 4     | 2      | 4                | 0                | 0                | 6                       | 0                       | 3                       | 34    | 4     | 5      | 0.12            |
| F. C. Barcelona · España  | 1.ª           | 2024-25       | 37    | 4     | 5      | 8                | 2                | 1                | 14                      | 0                       | 2                       | 59    | 6     | 8      | 0.1             |
| F. C. Barcelona · España  | 1.ª           | 2025-26       | 1     | 0     | 0      | 0                | 0                | 0                | 0                       | 0                       | 0                       | 1     | 0     | 0      | 0               |
| F. C. Barcelona · España  | Total club    | Total club    | 137   | 20    | 12     | 25               | 4                | 3                | 41                      | 2                       | 5                       | 203   | 26    | 20     | 0.13            |
| Total carrera             | Total carrera | Total carrera | 173   | 24    | 19     | 26               | 4                | 3                | 41                      | 2                       | 5                       | 240   | 30    | 27     | 0.13            |
| 1. 2.                     |               |               |       |       |        |                  |                  |                  |                         |                         |                         |       |       |        |                 |

## Palmarés

### Títulos nacionales
| Título                     | Club            | País   | Año     |
| -------------------------- | --------------- | ------ | ------- |
| Copa del Rey               | F. C. Barcelona | España | 2020-21 |
| Supercopa de España        | F. C. Barcelona | España | 2023    |
| Primera División de España | F. C. Barcelona | España | 2022-23 |
| Supercopa de España        | F. C. Barcelona | España | 2025    |
| Copa del Rey               | F. C. Barcelona | España | 2024-25 |
| Primera División de España | F. C. Barcelona | España | 2024-25 |

### Títulos internacionales
| Título   | Club                | Sede     | Año  |
| -------- | ------------------- | -------- | ---- |
| Eurocopa | Selección de España | Alemania | 2024 |

### Distinciones individuales
| Distinción                                                  | Año  |
| ----------------------------------------------------------- | ---- |
| Mejor jugador Joven de la Eurocopa                          | 2020 |
| Equipo del Torneo de la Eurocopa                            | 2020 |
| Premio Golden Boy                                           | 2021 |
| Trofeo Kopa                                                 | 2021 |
| 19.º jugador de los 100 mejores del mundo para The Guardian | 2022 |
| Jugador del mes de abril de LaLiga                          | 2025 |

## Estilo de juego
Puede actuar de mediapunta, así como por las dos bandas del centro del campo. Prefiere el fútbol combinativo, con una excelente conducción del balón y milimétricos pases que rompen líneas defensivas.